# Liste der Naturdenkmale in Ehrenkirchen
| Naturdenkmale | Anzahl |
| ------------- | ------ |
| FND           | 0      |
| END           | 10     |
| Gesamt        | 10     |

Die Liste der Naturdenkmale in Ehrenkirchen nennt die verordneten Naturdenkmale (ND) der im baden-württembergischen Landkreis Breisgau-Hochschwarzwald liegenden Gemeinde Ehrenkirchen. In Ehrenkirchen gibt es insgesamt zehn als Naturdenkmal geschützte Objekte, keines ist ein flächenhaftes Naturdenkmal (FND), alle sind Einzelgebilde-Naturdenkmale (END).
Stand: 31. Oktober 2016.

## Einzelgebilde (END)
| Name                                   | Bild | Kennung     | Einzelheiten | Position | Fläche Hektar | Datum        |
| -------------------------------------- | ---- | ----------- | ------------ | -------- | ------------- | ------------ |
| 1 Feldahorn                            | BW   | 83151310007 | Ehrenkirchen | ⊙        | 0,0           | 19. Mai 2006 |
| 1 Sommerlinde an Geroldsmühle          | BW   | 83151310003 | Ehrenkirchen | ⊙        | 0,0           | 19. Mai 2006 |
| 1 Sommerlinde an Geroldsmühle          | BW   | 83151310004 | Ehrenkirchen | ⊙        | 0,0           | 19. Mai 2006 |
| 1 Sommerlinde                          | BW   | 83151310002 | Ehrenkirchen | ⊙        | 0,0           | 19. Mai 2006 |
| 1 Sommerlinde                          | BW   | 83151310006 | Ehrenkirchen | ⊙        | 0,0           | 19. Mai 2006 |
| 1 Sommerlinde                          | BW   | 83151310008 | Ehrenkirchen | ⊙        | 0,0           | 19. Mai 2006 |
| 1 Sommerlinde                          | BW   | 83151310009 | Ehrenkirchen | ⊙        | 0,0           | 19. Mai 2006 |
| 1 Sommerlinde                          | BW   | 83151310010 | Ehrenkirchen | ⊙        | 0,0           | 19. Mai 2006 |
| 3 Sommerlinden bei der Schächerkapelle |      | 83151310001 | Ehrenkirchen | ⊙        | 0,0           | 19. Mai 2006 |
| 3 Sommerlinden                         | BW   | 83151310005 | Ehrenkirchen | ⊙        | 0,0           | 19. Mai 2006 |
| Legende für Naturdenkmal               |      |             |              |          |               |              |